# Кевин Кърън
Кевин Мелвин Кърън (на английски: Kevin Melvyn Curren) е южноафрикански, впоследствие и американски тенисист. 

## Биография
Кевин Мелвин Кърън е роден на 2 март 1958 г. в Дърбан, ЮАР, става натурализиран американски гражданин през април 1985 г.

## Кариера
Кевин Кърън играе в два финала на сингъл от Големия шлем и печели четири титли от Големия шлем на двойки. Достига най-високо класиране на сингъл в света, до номер 5, през юли 1985 г. През кариерата си печели 5 титли на сингъл и 16 на двойки.
След прекратяването на кариерата си, като играч Кърън е капитан на отбора на Южна Африка за Купа Дейвис.

## Кариерна статистика

#### Финали на турнири отГолям шлем(1)
| година | турнир       | съперник      | резултат                     |
| ------ | ------------ | ------------- | ---------------------------- |
| 1984   | ОП Австралия | Матс Виландер | 7–6(7–5), 4–6, 6–7(3–7), 2–6 |
| 1985   | Уимбълдън    | Борис Бекер   | 3–6, 7–6(7–4), 6–7(3–7), 4–6 |